# Scarborough Fair
Scarborough Fair je tradiční anglická balada. Píseň, která je variantou The Elfin Knight, uvádí řadu nesplnitelných úkolů, které dostal bývalý milenec, který žije ve Scarborough v anglickém hrabství Severní Yorkshire. Varianta „Scarborough Fair“ byla nejrozšířenější v Yorkshire a Northumbrii. Tam se text zpíval na různé melodie, s refrény uvádějícími „petržel, šalvěj, rozmarýn a tymián“ a „pak bude moje pravá láska.“
Známou melodii, která používá dórský modus (typický pro středověkou Anglii), dal dohromady Ewan MacColl v roce 1947 podle Marka Andersona (1874–1953), vysloužilého horníka z Middleton-in-Teesdale z anglického hrabství Durham. Tuto verzi nahrála ve 20. století řada hudebníků. Asi nejznámější je nahrávka od folkrockového dua Simon & Garfunkel, kteří se píseň naučili od Martina Carthyho.

## Historie
Zdá se, že text „Scarborough Fair“ má něco společného se skotskou baladou s názvem „The Elfin Knight“, kterou dal dohromady Francis James Child, jejíž původ lze vysledovat až do roku 1670. V této baladě elf vyhrožuje, že unese mladou ženu, aby se stala jeho milenkou, dokud neprovede řadu nemožných úkolů. Ona odpoví seznamem úkolů, které musí nejprve provést elf.
Do konce 18. století existovaly desítky verzí písně. Řada starších verzí odkazuje na jiná místa než Scarborough Fair, včetně Wittingham Fair, Cape Ann, „twixt Berwik a Lyne“ atd. Mnoho verzí vůbec nezmiňuje název místa, které je často pojmenováno jen obecně.
Odkazy na tradiční anglický veletrh „Scarborough Fair“ a refrén „petržel, šalvěj, rozmarýn a tymián“ pocházejí z verzí z 19. století a refrén je možná vypůjčený z balady „Riddles Wisely Expounded“, která má podobný děj.